# Mănăstirea Robaia
Mănăstirea Robaia este un monument istoric situat în satul Robaia, comuna Mușătești, județul Argeș, la 25 km nord-est de Curtea de Argeș, spre Câmpulung, fiind înscrisă pe lista monumentelor istorice cu codul AG-II-a-A-13778.

## Date istorice
Conform surselor folclorice argeșene, prima parte a secolului al XIV-lea a reprezentat momentul în care a fost întemeiată așezarea monastică de la Robaia, în care un rol important l-a avut patriarhul de la Constantinopol Calist I (1355-1363). Conform legendei, barbarii au incendiat biserica și au ars de vii femei și copii, sacrificiul lor generând o sfințire a locului, unde oamenii veneau să-și găsească tămăduire din apa izvorului aflat pe locul actualei Mânăstiri Robaia.
Un moment de referință în atestarea documentară a edificiului religios a fost actul emis de cancelaria domnească a domnitorului Alexandru cel Rău (1592-1593), prin care logofătul Pârvu, întemeietorul Mânăstirii Bucovăț din zona Craiovei a cumpărat pământ din Robaia cu suma de 2200 de aspri de la Cârstea și Vlad.
A urmat menționarea Mânăstirii Robaia într-un testament din 23 aprilie 1644 prin care Mușat din Furduești împreună cu fiica sa și soțul acesteia confirmă că au ridicat, pe pământul lor, sfântul lăcaș din temelie de piatră cu hramul mucenicului Sfântul Gheorghe.
Un alt moment istoric l-a reprezentat actul domnesc din timpul domnitorului Țării Românești Matei Basarab (1632-1654) care adeverește că membrii familiei din Furduești, Sava și Livera dețin moșie în satul Mușătești, județul Argeș, loc în care se zidește din piatră Robaia.
Cea de-a doua jumătate a secolului al XVII-lea nu a fost una propice existenței independente a lăcașurilor mici din cauza condițiilor noi politice și economice care au făcut ca majoritatea vechilor neamuri feudale să decadă rapid. Prea puține și-au păstrat situația, locul celorlalte fiind luat de neamuri noi. De aceea, cel mai sigur mijloc de a rezista acaparării a devenit pentru ctitori închinarea fundațiilor lor la unul din marile așezăminte neatârnate: Mitropolia, episcopia sau una din mănăstirile cele mari. Astfel, în anul 1670, neamul ctitoricesc nu mai era reprezentat decât prin Voica, fata lui Preda Vornicul Balomirescu și Alivera. Date fiind condițiile date, a fost firesc ca Robaia, devenită pentru ctitorii ei o povară, să ajungă Metoh.

## Complexul monastic Robaia

### Turnul-clopotniță
În anul 1857 a fost construit turnul-clopotniță pe locul celei vechi. Era amplasat pe trei niveluri, de la gangul de intrare poziționat la parter la camera clopotelor la camera clopotelor de la etajul al doilea. După anul 2000 s-au efectuat lucrări de restaurare care au vizat modificări ale elementelor de construcție, consolidarea zidăriei și înlocuirea scării de lemn din gang cu o scară exterioară.

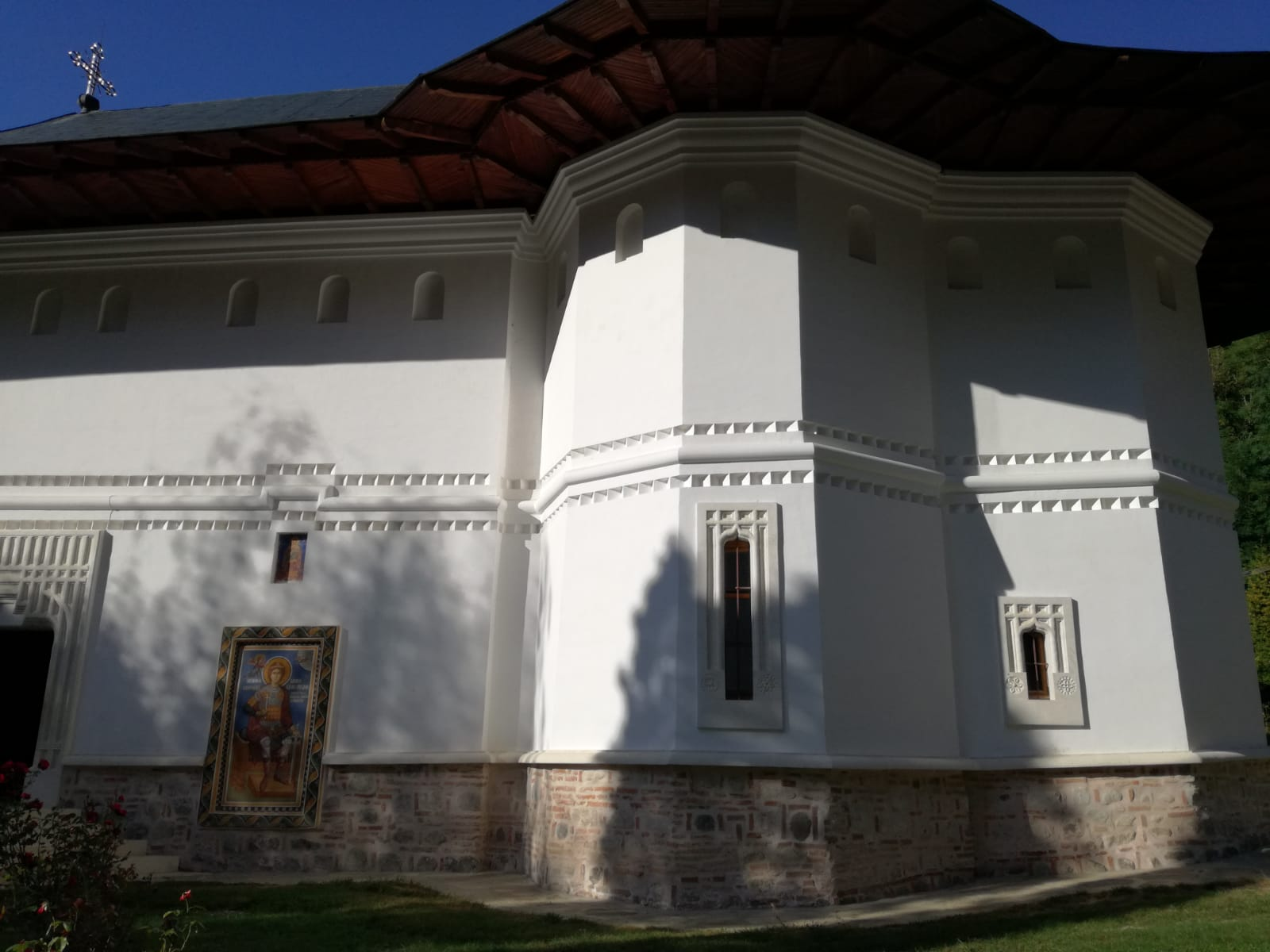

### Stăreția veche
Dimensiunea arhitecturală a Mânăstirii Robaia este oglindită în construcția impunătoare a stăreției amplasată pe două niveluri și formată din camere, destinate diverselor activităților cotidiene.

### Agheasmatarul
În anul 1997 s-a ridicat locul în care se desfășurau slujbele în aer liber numit Agheasmatarul. Scenele reprezentate în interiorul oglindesc programul iconografic, reprezentat de „Izvorul Tămăduirii”, „Sfântul Ioan Botezătorul”, etc.

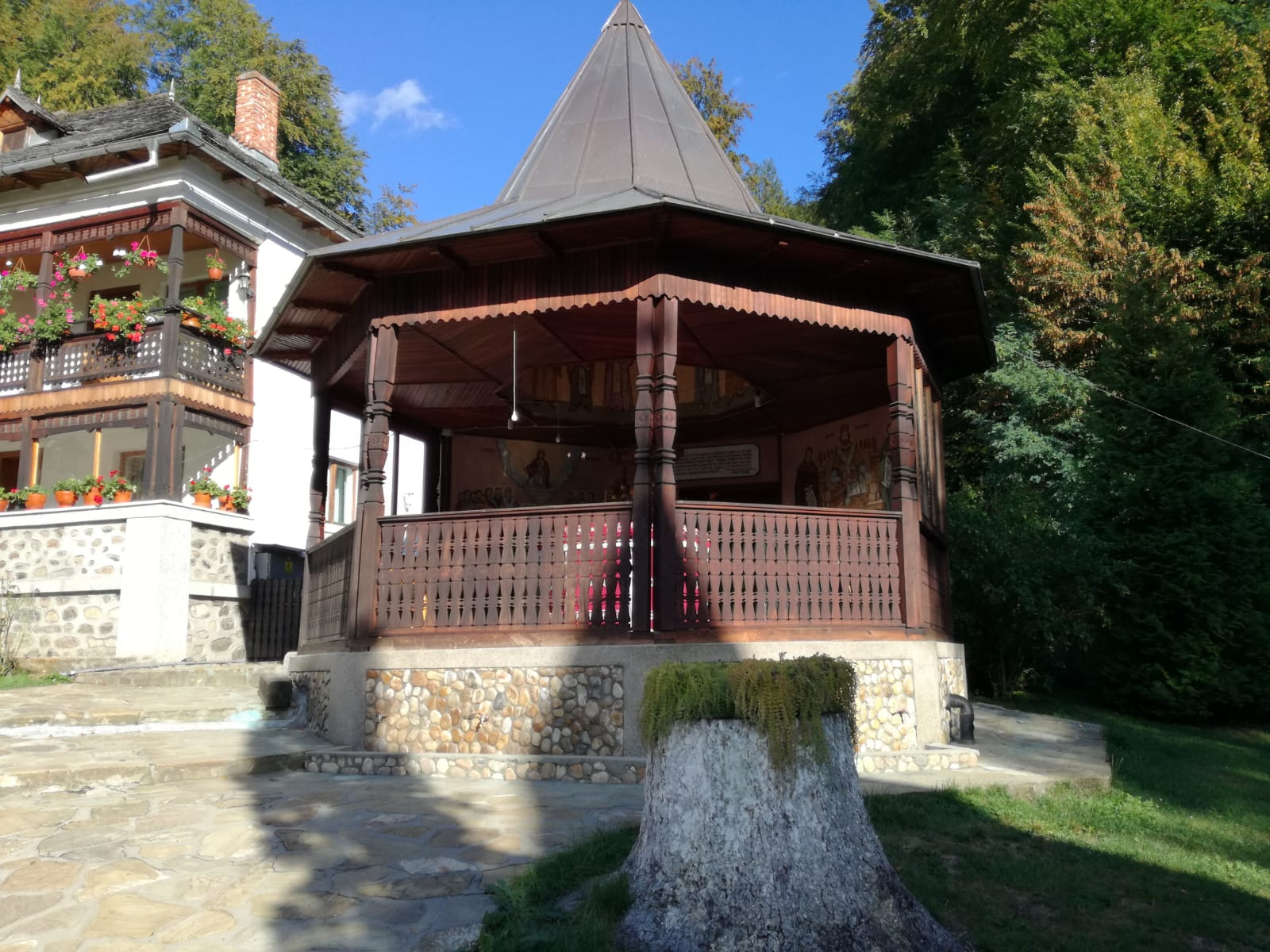
Agheasmatarul Mânăstirii Robaia

### Noua stăreție
În vederea suplimentării chiliilor și a spațiilor necesare bunei organizări a activităților gospodărești s-a construit noua stăreție. Noua stăreție este structurată astfel: parter, unde se află un beci mare, etajul II unde află se află amplasate atelierele de croitorie și pictură și etajul III cu chiliile aferente.
Construcția este zidită pe fundații de beton, incluzând zidărie la parter și etajele I, II și III și pereți de lemn la următorul etaj.

### Corpurile de chilii
Corpurile de chilii au fost ridicate între anii 1993-1994 iar arhitectura lor este inspirată din tradiția argeșeană, fiind concepută din piatră și cărămidă și învelită cu șiță. Acestea sunt dispuse două câte două și sunt prevăzute cu vestibul și grup sanitar. La fel ca și turnul clopotniță, chiliile au fost finisate în frescă și acoperite cu tablă de aramă.

### Troițele

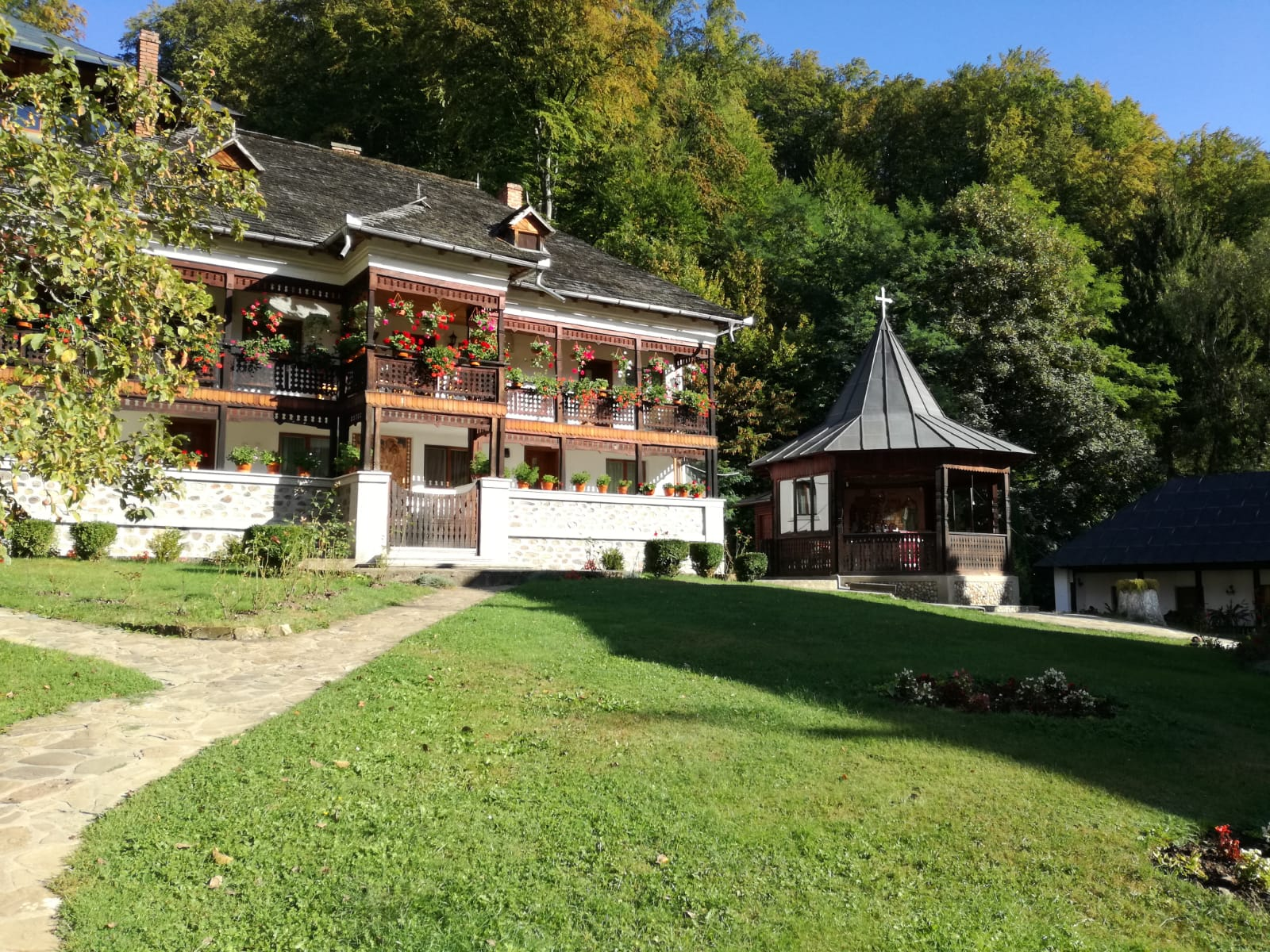

În apropierea Mânăstiri Robaia au fost plasate troițe care dau impresia unei atmosfere ascetice.
Există mai multe categorii de troițe, după cum urmează:
- Troița cea nouă care a fost construită din lemn și se află poziționată în apropierea mânăstirii.
- Troița - paraclis cu hramul Izvorul Tămăduirii, învelită cu tablă în solzi, lambrisată în interior și pictată în frescă.
- Troița de lemn care prin inscripția sa ne amintește de întemeietori.
- Troița din „Poiana Pustnicilor” construită de găleșeni, sub îndrumarea părintelui preot paroh Eftimie Nicolae.

### Fântâna de leac
Pe valea Robăii, în amonte de schit, s-a consolidat și înfrumusețat un izvor recunoscut ca dătător de tămăduiri, sub numele de „Fântâna de leac”, reamenajat, la 28 aprilie 1995, prin contribuția familiilor: Tudora și Ion Andrei, Ana și Paul Sorescu. În fiecare an, cu ocazia sărbătorii Izvorul Tămăduirii, are loc o slujbă cu procesiune, împreună cu Sfântul Maslu, oficiată de mulți preoți, la care se adună o mulțime de credincioși, primind ca sfințenie apa dătătoare de tămăduiri.

## Lucrări de restaurare
În anul 1994 s-au efectuat lucrări în vederea repictării în întregime a bisericii, constatându-se o stare de igrasie excesivă ce ataca zidurile și temelia din exterior, precum și pericolul pătrunderii igrasiei în interior. Cu scopul precis de refacere a acestui așezământ, tencuiala exterioară a zidăriei a fost dată jos, o dată cu aceasta fiind săpat un șanț cu adâncimea de aproximativ 1 m de jur împrejurul bisericii, pentru înlăturarea igrasiei.
O altă lucrare de amploare a fost înlocuirea pardoselii din interior, prin turnarea unui strat de beton izolat cu smoală cât și aplicarea parchetului, lucrare efectuată după terminarea picturii. În vara aceluiași an, s-a instalat o rețea electrică din Mușătești până la mânăstire cu posturi de transformare și s-a conectat energia electrică în toate spațiile aparținând mânăstirii, lucrare terminată la 22 septembrie 1994.
În primăvara anului 1996, s-a reamenajat trapeza din vechea stăreție cu mobilier nou și lambriu. De asemenea, s-a amenajat bucătăria, iar, după un an, s-a turnat o platformă de asfalt cu nivel în pantă pentru scurgerea apei.
În toamna anului 1996, a fost ridicat un zid de sprijin. Pe locul acestor săpături, s-a creat, astfel, posibilitatea ridicării unui beci turnat din beton, deasupra căruia, s-a înălțat o trapeză spațioasă, o bucătărie și o cămară indispensabile bunei desfășurări a activității gospodărești.
În vara anului 2000, întreaga clădire a fost acoperită cu tablă de cupru.
Noua trapeză a fost inaugurată la 27 decembrie 2000, în prezența Prea Sfințitului Episcop Calinic.
Lucrările de restaurare și consolidare a Mănăstirii Robaia vor continua în viitor și vor viza: definitivarea lucrărilor la noua stăreție (ateliere și chilii); restaurarea clopotniței; construirea unui arhondaric destinat primirii și cazării credincioșilor; continuarea împrejmuirii cu gard și alte lucrări, etc..

## Cercetări arheologice
Ca multe dintre monumentele istorice, Robaia a cunoscut perioade de înflorire dar și decădere, datorită trecerii anilor și a calamităților naturale, perioade reflectate și în starea clădirilor din incinta așezământului monahal. La Robaia s-au efectuat ample lucrări constructive care au dat ansamblului altă înfățișare. Cu ocazia lucrărilor de reparare a bisericii, au fost descoperite, la sud de aceasta, fundațiile unei clădiri de mult dispărute. Pentru a vedea de când datează și ce destinație a avut această clădire, în vara anului 2001 au fost efectuate cercetări arheologice conduse de prof. univ. dr. Spiridon Cristocea care s-au limitat numai la această construcție.
În urma secțiunilor trasate, au fost descoperite fundațiile unei clădiri aflate la mică distanță de biserică. De formă pătrată (5,50 m x 5 m, în interior), clădirea era prevăzută cu pivniță. Fundațiile, cu lățimea de 1 m, are talpa la -2,20 m față de nivelul actual de călcare. Intrarea în pivniță se făcea printr-un gârlici dispus în partea de vest a construcției, lățimea ușii fiind de 1,42 m. Pivnița a fost separată de nivelul superior printr-un planșeu din lemn fixat în pereții construcției. În partea de nord, clădirea prezenta un fragment de zid ca un contrafort.